# Liciniano Sáez
Liciniano Sáez Hernando (Tosantos, 16 de octubre de 1737 – Santo Domingo de Silos, 23 de abril de 1809) también conocido como Fray Liciniano Sáez fue un monje benedictino de reconocido prestigio como archivero y numismático. Fue nombrado académico supernumerario y numerario de la Real Academia de la Historia.

## Biografía
Era hijo de Francisco Sáez y Juana Hernando, y su nombre bautismal fue Domingo Vítores. Su infancia la pasó en Tosantos y «sus primeros estudios de gramática los realizó en Belorado.»
Ingresó en la orden benedictina el 3 de marzo de 1754, en Santo Domingo de Silos, tomando el hábito el 21 de julio y cambiando su nombre de pila por el de Liciniano «en recuerdo de aquel antiguo monje de Silos del siglo XI que anhelaba la restauración de este monasterio.»
En 1757, ya como miembro de la congregación benedictina de Valladolid fue enviado a estudiar al colegio de Artes del monasterio de San Andrés de Espinareda y posteriormente, en 1760, Teología al colegio de san Vicente de Salamanca donde se ordenó de sacerdote teniendo que volver en 1762 a su monasterio aquejado de alguna dolencia. En 1768 empieza a dedicarse a labores de archivo.

### Archivero de Silos
El archivo de Silos acababa de trasladarse de una planta inferior a una planta superior para la cual se hicieron obras expresas que preservaran el legado de incendios u otros desastres, construyendo «una bóveda, gruesas paredes de sillería y puerta cubierta de chapas de hierro». En el incendio sufrido por el monasterio el 21 de septiembre de 1970 se salvó su archivo. No tuvieron tanta suerte otras dependencias, como el museo, que fueron devoradas por las llamas.

### Prior de San Frutos del Duratón
El 2 de mayo de 1769 fue nombrado archivero del monasterio de Silos, el cual organizó en cuatro años, además de copiar buena parte de los documentos con una gran fidelidad. Sus habilidades como archivero y copista le otorgaron un gran prestigio, siendo requerido por el alcalde de Sepúlveda para ordenar el archivo de la villa. 
Entre 1777 y 1785 estuvo destinado en San Frutos del Duratón. 

### Archivero en Pamplona
Desde finales de marzo de 1786 hasta la primavera de 1789 estuvo en Pamplona ordenando y copiando el Archivo de Comptos Reales por encargo de la Diputación de Navarra. Su ingente trabajo, que aún se conserva hoy, alcanzaron los 29 volúmenes que sirvieron de «brújula de todo investigador que quisiera leer los documentos de Comptos» y especialmente a los numerosos investigadores franceses que durante el siglo XIX empezaron a consultar con frecuencia tal documentación. Para culminar tal labor, empezó un índice que completó en 21 tomos. Su estado de saludo impidió acabarlo, dejando encomendado a su ayudante y discípulo, Gregorio Moreno, la finalización del resto. Volvería en el verano de 1790 a Pamplona a concluir su obra o para «comprobar la labor de su discípulo Gregorio Moreno.»

### Regreso a Silos y a San Frutos
Habiendo salido de Pamplona en la primavera de 1789, regresa a Silos donde es nombrado de nuevo archivero el 12 de junio de 1789 aunque en julio se le nombra «compañero del prior de S. Frutos con lo cual hubo de abandonar el monasterio.»

### Archivero en Madrid
En junio de 1790 se desplaza a Madrid para hacerse cargo de la ordenación del archivo de la condesa de Benavente y duquesa de Osuna. Tarda 16 años en realizar ese encargo. Ya como miembro de la Real Academia de la Historia tomo parte en la preparación de la impresión de las Partidas de Alfonso X y de la crónica de Fernando IV. 

### Regreso a Silos y fallecimiento
En 1806 regresa al monasterio de Santo Domingo de Silos donde fallece tres años más tarde.

## Obra
Su obra copista no impresa, fruto de sus trabajos como archivero, lo sitúan como el mejor paleógrafo español del siglo XVIII. 
Su obra impresa consiste en tratados sobre las monedas de la época de Juan II, Enrique III y Enrique IV.
- Apéndice a la crónica nuevamente impresa del señor rey Don Juan el II en que se da noticia de todas las monedas, de sus valores y del precio que tuvieron varios géneros en su reynado, Madrid, 1786

- Demostración histórica del verdadero valor de todas las monedas que corrían en Castilla durante el reynado del señor Don Enrique III y de su correspondencia con las del señor Don Carlos IV, Madrid, 1796.

- Demostración histórica del verdadero valor de todas las monedas que corrían en Castilla durante el reynado del señor Don Enrique IV, Madrid, 1805

Según recogen algunos biógrafos, «también participó activamente en el importante Diccionario de Antigüedades de Navarra». Esta obra, firmada por Yanguas y Miranda, ocupa cuatro volúmenes y se publicó en Pamplona ya en 1840-1843.